# Melanopula crassitarsis
Melanopula crassitarsis is een hooiwagen uit de familie Sclerosomatidae.